# آوو خالاتیان
آوتیک هنریکی خالاتیان (ارمنی: Ավետիք Հենրիկի Խալաթյան زاده ۲۳ سپتامبر ۱۹۸۱) یک بازیگر و خواننده اهل ارمنستان است. وی از سال میلادی تاکنون مشغول فعالیت بوده است.

## زندگی‌نامه
وی در ۲۳ سپتامبر ۱۹۸۱‏ در ایروان به دنیا آمد و از انستیتو دولتی سینما و تئاتر ایروان فارغ‌التحصیل شد. وی در تئاتر کمدی موزیکال پارونیان فعالیت می‌کند. وی همچنین برندهٔ جوایزی همچون هنرمند افتخاری جمهوری ارمنستان (۲۰۱۶) و جایزه رئیس‌جمهور جمهوری ارمنستان (جایزه پوغوسیان) شده است.

## یادداشت
1. ↑  Փիրուզա Կոզակյան